# American Library Association
L'American Library Association (ALA), Associazione delle biblioteche statunitensi, è un'organizzazione no-profit con sede negli Stati Uniti che ha come scopo la promozione dei servizi bibliotecari e della biblioteconomia a livello internazionale. Si tratta della maggiore e più antica associazione professionale dei bibliotecari, con oltre 62.000 membri.

## Storia
Fu fondata a Filadelfia nel 1876 da Justin Winsor, Charles Ammi Cutter, Samuel S. Green, James L. Whitney, Melvil Dewey, Fred B. Perkins, Charles Evans e Thomas W. Bicknell. Nel 1879 venne dotata di statuto in Massachusetts, attualmente ha sede a Chicago.
Nel corso della esposizione centennale di Filadelfia del 1876 103 bibliotecari, di cui 90 uomini e 13 donne, risposero all'appello per una "Convenzione di Bibliotecari" che si sarebbe dovuta tenere dal 4 al 6 ottobre presso la Historical Society in Pennsylvania. Al termine dell'incontro, stando a quanto scrisse Ed Holley nel saggio ALA at 100, venne fatto girare il registro in modo che potessero firmare tutti coloro i quali desideravano diventare soci fondatori: il 6 ottobre 1876 nacque così l'ALA. Fra i presenti, gli stessi 103 bibliotecari che avevano partecipato all'esposizione di Filadelfia e che provenivano da località diverse, vi erano Justin Winsor (Boston Public Library), William Frederick Poole (Newberry Library di Chicago), Charles Ammi Cutter (biblioteca di Boston), Melvil Dewey e Richard Rogers Bowker. Il fine dell'Associazione, in quella prima fase, era di "rendere i bibliotecari in grado di svolgere il proprio lavoro con maggiore facilità e minore dispendio". Durante l'intero corso della sua storia, l'Associazione si è impegnata per definire, estendere, garantire e sostenere la parità di accesso all'informazione.
Negli anni trenta gli attivisti delle biblioteche fecero pressione sull'American Library Association affinché venisse dato maggiore rilievo ai temi sostenuti dai giovani membri impegnati nei confronti della pace, del razzismo, dei sindacati e della libertà intellettuale. Nel 1931 venne istituita la Junior Members Round Table (JMRT), il gruppo di studio ("tavola rotonda") destinato a dare voce agli associati più giovani dell'ALA, anche se molti argomenti da essi sostenuti affiorarono soltanto anni dopo nella coscienza sociale. Durante questo periodo il bibliotecario Forrest Spaulding abbozzò il primo Library Bill of Rights (LBR), statuto che aveva lo scopo di fissare dei criteri contro la censura e che fu adottato da ALA nel 1939. Questo fu il momento in cui la moderna attività del bibliotecario venne riconosciuta quale professione impegnata nei confronti della libertà intellettuale e del diritto alla lettura al di sopra dei regolamenti statali.
ALA nominò una commissione per studiare la censura e proporre una linea politica dopo la messa al bando di Furore e l'attuazione del Library Bill of Rights. Il rapporto presentato dalla commissione nel 1940 metteva in relazione libertà intellettuale e professionalità e proponeva l'istituzione di un comitato permanente per la libertà intellettuale (Committee on Intellectual Freedom). ALA nel 1948 apportò emendamenti per rafforzare il Library Bill of Rights, nel 1951 emanò un comunicato per scoraggiare la speciale etichettatura del materiale ritenuto sovversivo (Statement on Labeling) e nel 1953, insieme all'«American Book Publishers Council», adottò il Freedom to Read Statement e l'Overseas Library Statement, che, identificando i bibliotecari come difensori della libertà intellettuale, costituivano la risposta alla politica del Senatore Joseph McCarthy nei primi anni della Guerra fredda.
Nel 1961 ALA prese posizione a favore del servizio nei confronti degli afroamericani e di altri gruppi, rivendicando la parità dei servizi per chiunque, indipendentemente da razza, credo religioso, origine, o convinzione politica. Alcune comunità preferirono chiudersi in se stesse anziché abolire la segregazione razziale. Nel 1963 lo studio Access to Public Libraries, commissionato dall'American Library Association, evidenziò la discriminazione diretta ed indiretta esercitata nelle biblioteche statunitensi.
Durante il congresso annuale ALA del 1967 alcuni bibliotecari manifestarono contro il discorso del generale Maxwell D. Taylor a favore della guerra in Vietnam. Fu l'occasione per ribadire le responsabilità sociali dei bibliotecari, che vennero riprese sia nel corso di altre manifestazioni, sia attraverso la proposta di inserirle nel programma del congresso annuale dell'anno successivo, che si sarebbe tenuto a Kansas City. Un gruppo di bibliotecari portò avanti il progetto organizzandosi in un comitato che, con il tempo, incalzò i dirigenti dell'American Library Association affinché affrontassero temi quali i sindacati dei bibliotecari, le condizioni di lavoro, gli stipendi e la libertà intellettuale.
Nel 1969 venne il Comitato esecutivo dell'ALA creò la fondazione per la libertà di lettura, la Freedom to Read Foundation, mentre soltanto nel giugno del 1990 venne approvata la politica dei servizi bibliotecari rivolti ai poveri.
Gli archivi dell'American Library Association sono conservati presso l'Università dell'Illinois, che ne detiene l'utilizzo esclusivo.

## Membri
Qualunque persona e qualunque istituzione è libera di diventare membro dell'American Library Association, anche se la maggior parte degli associati è costituita da biblioteche e bibliotecari. La maggior parte di essi risiede e lavora negli Stati Uniti, mentre gli associati di altre nazionalità rappresentano il 3,5% del totale.

## Struttura organizzativa
Gli organi dell'American Library Association sono un consiglio eletto ed un comitato esecutivo. Dal 2002 Keith Michael Fiels è il direttore esecutivo. La prima donna che rivestì la carica di presidentessa fu Theresa West Elmendorf (1911-1912). Politiche e programmi sono amministrati da vari comitati e gruppi di studio definiti "tavole rotonde". In particolare, l'«Office for Accreditation» ha il compito di revisionare ed autorizzare le istituzioni accademiche statunitensi e canadesi che offrono corsi di laurea in biblioteconomia e scienze dell'informazione.

### I Presidenti
- 1876-1885: Justin Winsor
- 1885-1887: William Frederick Poole
- 1887–1889: Charles Ammi Cutter
- 1889–1890: Frederick Morgan Crunden
- 1890–1891: Melvil Dewey
- 1891-1891: Samuel Swett Green
- 1891-1892: Klas August Linderfelt
- 1892–1892: William Isaac Fletcher
- 1892–1893: Melvil Dewey
- 1893–1894: Josephus Nelson Larned
- 1894–1895: Henry Munson Utley
- 1895–1896: John Cotton Dana
- 1896–1897: William Howard Brett
- 1897-1897: Justin Winsor
- 1897-1898: Rutherford P. Hayes
- 1898-1898: Herbert Putnam
- 1898–1899: William Coolidge Lane
- 1899–1900: Reuben Gold Thwaites
- 1900–1901: Henry James Carr
- 1901–1902: John Shaw Billings
- 1902–1903: James Kendall Hosmer
- 1903–1904: Herbert Putnam
- 1904–1905: Ernest Cushing Richardson
- 1905–1906: Frank Pierce Hill
- 1906–1907: Clement Walker Andrews
- 1907–1908: Arthur Elmore Bostwick
- 1908–1909: Charles Henry Gould

- 1909–1910: Nathaniel Dana Carlile Hodges
- 1910–1911: James Ingersoll Wyer
- 1911–1912: Theresa West Elmendorf
- 1912–1913: Henry Eduard Legler
- 1913–1914: Edwin Hatfield Anderson
- 1914–1915: Hiller Crowell Wellman
- 1915–1916: Mary Wright Plummer
- 1916–1917: Walter Lewis Brown
- 1917–1918: Thomas Lynch Montgomery
- 1918–1919: William Warner Bishop
- 1919-1920: Chalmers Hadley
- 1920-1921: Alice S. Tyler
- 1921-1922: Azariah Smith Root
- 1922-1923: George Burwell Utley
- 1923-1924: Judson Toll Jennings
- 1924-1925: Herman H. B. Meyer
- 1925-1926: Charles F. D. Belden
- 1926-1927: George H. Locke
- 1927-1928: Carl B. Roden
- 1928-1929: Linda A. Eastman
- 1929-1930: Andrew Keogh
- 1930-1931: Adam Strohm
- 1931-1932: Josephine Adams Rathbone
- 1932-1933: Harry Miller Lydenberg
- 1933-1934: Gratia A. Countryman
- 1934-1935: Charles H. Compton
- 1935-1936: Louis Round Wilson

- 1936-1937: Malcolm Glenn Wyer
- 1937-1938: Harrison Warwick Craver
- 1938-1939: Milton James Ferguson
- 1939-1940: Ralph Munn
- 1940-1941: Essae Martha Culver
- 1941-1942: Charles Harvey Brown
- 1942-1943: Keyes D. Metcalf
- 1943-1944: Althea H. Warren
- 1944-1945: Carl Vitz
- 1945-1946: Ralph A. Ulveling
- 1946-1947: Mary U. Rothrock
- 1947-1948: Paul North Rice
- 1948-1949: Errett Weir McDiarmid
- 1949-1950: Milton E. Lord
- 1950-1951: Clarence R. Graham
- 1951-1952: Loleta Dawson Fyan
- 1952-1953: Robert Bingham Downs
- 1953-1954: Flora Belle Ludington
- 1954-1955: L. Quincy Mumford
- 1955-1956: John S. Richards
- 1956-1957: Ralph R. Shaw
- 1957-1958: Lucile M. Morsch
- 1958-1959: Emerson Greenaway
- 1959-1960: Benjamin E. Powell
- 1960-1961: Frances Lander Spain
- 1961-1962: Florrinell F. Morton
- 1962-1963: James E. Bryan

- 1963-1964: Frederick H. Wagman
- 1964-1965: Edwin Castagna
- 1965-1966: Robert Vosper
- 1966-1967: Mary V. Gaver
- 1967-1968: Foster E. Mohrhardt
- 1968-1969: Roger McDonough
- 1969-1970: William S. Dix
- 1970-1971: Lillian M. Bradshaw
- 1971-1972: Keith Doms
- 1972-1973: Katherine Laich
- 1973-1974: Jean E. Lowrie
- 1974-1975: Edward G. Holley
- 1975–1976: Allie Beth Martin
- 1976-1977: Clara Stanton Jones
- 1977-1978: Eric Moon
- 1978-1979: Russell Shank
- 1979-1980: Thomas J. Galvin
- 1980-1981: Peggy A. Sullivan
- 1981-1982: Elizabeth W. (Betty) Stone
- 1982-1983: Carol A. Nemeyer
- 1983-1984: Brooke E. Sheldon
- 1984-1985: E. J. Josey
- 1985-1986: Beverly P. Lynch
- 1986-1987: Regina Minudri
- 1987-1988: Margaret E. Chisholm
- 1988-1989: F. William Summers
- 1989-1990: Patricia Wilson Berger

- 1990-1991: Richard M. Dougherty
- 1991-1992: Patricia G. Schuman
- 1992-1993: Marilyn L. Miller
- 1993-1994: Hardy R. Franklin
- 1994-1995: Arthur Curley
- 1995-1996: Betty J. Turock
- 1996-1997: Mary R. Somerville
- 1997-1998: Barbara J. Ford
- 1998-1999: Ann K. Symons
- 1999–2000: Sarah Ann Long
- 2000–2001: Nancy C. Kranich
- 2001–2002: John W. Berry
- 2002–2003: Maurice J. (Mitch) Freedman
- 2003–2004: Carla D. Hayden
- 2004–2005: Carol A. Brey-Casiano
- 2005–2006: Michael Gorman
- 2006–2007: Leslie B. Burger
- 2007–2008: Loriene Roy
- 2008–2009: James R. Rettig
- 2009-2010: Camila A. Alire
- 2010-2011: Roberta A. Stevens
- 2011-2012: Molly Raphael
- 2012-2013: Maureen Sullivan
- 2013-2014: Barbara Stripling
- 2014-2015: Courtney Young

## Attività
Lo scopo ufficiale dell'associazione è promuovere i servizi bibliotecari e la biblioteconomia. Gli associati possono entrare a far parte di una o più tra le undici commissioni specializzate in argomenti specifici, fra cui quelli relativi alle biblioteche universitarie, scolastiche o pubbliche, ai servizi, alle procedure od all'amministrazione. Analogamente, gli associati possono partecipare a qualsiasi gruppo di studio fra i diciassette istituiti per trattare questioni specifiche rispetto agli ai temi più generali delle commissioni.

### Commissioni
- «ALA Editions»[18] - pubblicazioni
- «American Association of School Librarians (AASL)»[19] - bibliotecari scolastici
- «Association for Library Collections and Technical Services (ALCTS)»[20] - gestione e sviluppo delle collezioni librarie, acquisizioni, catalogazione, classificazione, abbonamenti
- «Association for Library Service to Children (ALSC)»[21] - servizi bibliotecari per l'infanzia
- «Association of College and Research Libraries (ACRL)»[22] - biblioteche universitarie e per la ricerca
- «Library Information Technology Association (LITA)»[23] - la prima commissione di ALA, nata nel 1966 in risposta all'evoluzione tecnologica nelle biblioteche
- «Library Leadership and Management Association (LLAMA)»[24] - edifici, raccolta fondi, risorse umane, organizzazione delle biblioteche, monitoraggio e statistiche
- «Public Library Association (PLA)»[25] - biblioteche pubbliche
- «Reference and User Services Association (RUSA)»[26] - servizi agli utenti
- «United for libraries»[27] - rete nazionale di sostenitori delle biblioteche
- «Young Adult Library Services Association (YALSA)»[28] - servizi bibliotecari per ragazzi

### Unità operative
- «Chapter Relations Office (CRO)»[29] - coordina le 57 associazioni di bibliotecari, una per ogni stato più altre per accorpamenti di territorio, che fanno capo ad ALA.
- «Conference Services»[30] - organizza incontri.
- «Development Office»[31] - promuove programmi per la diffusione della cultura e della lettura nella società, e la preparazione degli studenti che aspirano a lavorare nelle biblioteche.
- «Finance & Accounting»[32] - cura l'attività finanziaria e la gestione patrimoniale.
- «Governance»[33] - assiste il lavoro dell'Associazione, dei suoi organi e dei suoi associati.
- «Human Resources»[34] - gestisce le risorse umane incentivandone l'efficienza.
- «Information Technology & Telecommunication Services (ITTS)»[35] - fornisce assistenza tecnica e sperimenta nuove tecnologie.
- «International Relations Office (IRO)»[36] - favorisce l'incremento della presenza di ALA nella comunità globale delle biblioteche, anche attraverso la partecipazione di suoi delegati ad incontri di livello internazionale.
- «Library»[37] - una piccola biblioteca specializzata in biblioteconomia e storia delle biblioteche.
- «Member & Customer Service (MACS)»[38] - garantisce servizi di qualità agli associati ed agli utenti.
- «Membership Development»[39] - si adopera per agevolare le procedure relative alle nuove iscrizioni ed ai rinnovi degli associati.
- «Office for Accreditation»[40] - favorisce la diffusione degli studi di biblioteconomia e scienze dell'informazione.
- «Office for Diversity»[41] - valorizza le diversità etniche attraverso iniziative, programmi, sviluppo delle risorse e corsi.
- «Office for Human Resource Development and Recruitment (HRDR)»[42] - favorisce lo sviluppo della professione bibliotecaria.
- «Office for Information Technology Policy (OITP)»[43] - si pone l'obiettivo di migliorare e facilitare l'accesso alle risorse elettroniche, anche con interventi a livello politico.
- «Office for Intellectual Freedom (OIF)»[44] - si adopera per diffondere la conoscenza e la consapevolezza dell'importanza della libertà intellettuale nelle biblioteche.
- «Office for Library Advocacy (OLA)»[45] - promuove forme di sostegno alle biblioteche.
- «Office for Literacy & Outreach (OLOS)»[46] - favorisce lo sviluppo di strategie volte a rendere maggiormente efficaci i servizi bibliotecari, in special modo nei confronti delle nuove utenze.
- «Office for Research & Statistics (ORS)»[47] - fornisce ricerche e statistiche su tutto ciò che concerne le biblioteche, i bibliotecari ed il personale di biblioteca.
- «Office of Government Relations (OGR)»[48] - cura i rapporti con le autorità governative, assicurando il reciproco scambio di informazioni.
- «Public Information Office»[49] - gestisce le relazioni e le comunicazioni con l'esterno al fine di diffondere la conoscenza del mondo delle biblioteche e valorizzare il lavoro dei bibliotecari.
- «Public Programs Office (PPO)»[50] - promuove le iniziative culturali quali parte integrante dei servizi bibliotecari.
- «Publishing»[51] - fornisce la documentazione, cartacea ed elettronica, necessaria allo sviluppo della professione bibliotecaria per il miglioramento dei servizi e la promozione delle biblioteche, della cultura e della lettura.
- «Staff Support Services»[52] - si adopera per garantire al personale dell'American Library Association un ambiente di lavoro idoneo e gradevole.
- «Washington Office»[53] - fondato nel 1945 per rappresentare le biblioteche al Campidoglio.

### Gruppi di studio
- «Ethnic & Multicultural Information Exchange RT (EMIERT)»[54] - per lo scambio di informazioni tra le varie etnie e culture.
- «Exhibits Round Table (ERT)»[55] - per uniformare le modalità di organizzazione degli spazi adibiti agli espositori.
- «Federal and Armed Forces Libraries (FAFLRT)»[56] - per promuovere i servizi bibliotecari, la biblioteconomia e le scienze dell'informazione presso le forze armate federali.
- «Games & Gaming (GAMERT)»[57] - per incentivare e valorizzare il gioco in biblioteca.
- «Gay, Lesbian, Bisexual, and Transgender Round Table (GLBTRT)»[58] - per fornire adeguate informazioni alle comunità omosessuali, lesbiche, bisessuali e transgender. Il gruppo venne formato nel 1970 con la denominazione di Task Force on Gay Liberation e si impegnò nei primi anni settanta affinché la Biblioteca del Congresso rivedesse la propria classificazione del materiale che era stato classificato in HQ 71-471, ossia fra le "relazioni sessuali anomale, inclusi i crimini sessuali". La richiesta venne accolta e nel 1972 il materiale venne riclassificato in HQ 76.5, classificazione creata appositamente per "omosessualità, lesbismo, movimento di liberazione gay". Nel 2010 all'interno del gruppo si formò il comitato "Over the Rainbow (oltre l'arcobaleno)", che da allora si occupa della compilazione di bibliografie relative a volumi che mostrano il lavoro del gruppo in una luce positiva.
- «Government Documents (GODORT)»[59] - a supporto dei bibliotecari che trattano documenti dello Stato.
- «Intellectual Freedom Round Table (IFRT)»[60] - cura le attività di biblioteche e bibliotecari in relazione alla difesa della libertà intellettuale.
- «International Relations (IRRT)»[61] - coordina le relazioni internazionali dell'American Library Association e promuove questioni bibliotecarie e di biblioteconomia a livello mondiale.
- «Learning RT (LearnRT, formerly CLENERT)»[62] - promuove iniziative di formazione permanente e sviluppo del personale di biblioteca.
- «Library History (LHRT)»[63] - incoraggia la ricerca e le pubblicazioni sulla storia delle biblioteche e della biblioteconomia.
- «Library Instruction Round Table (LIRT)»[64] - promuove l'utilizzo delle biblioteche quale parte integrante dell'educazione permanente.
- «Library Research (LRRT)»[65] - favorisce e sostiene la ricerca ed i programmi e progetti ad essa connessi.
- «Library Support Staff Interests (LSSIRT)»[66] - assiste il personale di supporto alle biblioteche.
- «Map and Geospatial Information (MAGIRT)»[67] - guida e fornisce informazioni ai professionisti che si occupano di carte geografiche e di risorse tecnologiche informative.
- «New Members Round Table (NMRT)»[68] - assiste gli associati da meno di dieci anni ad un coinvolgimento attivo nell'associazione e nella professione.
- «Retired Members Round Table (RMRT)»[69] - sviluppa programmi di interesse per i bibliotecari in pensione.
- «Round Table Coordinating Assembly (RTCA)»[70] - coordina i vari gruppi e le varie unità operative dell'American Library Association.
- «Social Responsibilities Round Table (SRRT)»[71] - si adopera per la democrazia all'interno dell'American Library Association.
- «Staff Organizations (SORT)»[72] - favorisce l'organizzazione del personale di biblioteca.
- «Sustainability (SustainRT)»[73] - si adopera in tema di sostenibilità per il raggiungimento di una società più equa, sana ed economicamente autosufficiente.
- «Video Round Table (VRT)»[74] - si occupa di tutto ciò che concerne l'utilizzo di video all'interno delle biblioteche.

#### Committee on the Status of Women in Librarianship (COSWL)
Istituito il 23 luglio 1976, il comitato sulla condizione delle donne in ambito biblioteconomico si impegna a documentare ufficialmente la diversità dei contributi femminili all'interno dell'American Library Association ed a garantirne i diritti da parte dell'associazione. La presenza femminile, in netta maggioranza, va adeguatamente riconosciuta attraverso l'estrapolazione di questioni particolarmente rilevanti per le donne e la rilevazione di possibili atti discriminatori in atto. Insieme ad altri settori di ALA, il comitato si impegna a sviluppare mezzi, programmi e linee guida rivolti a valorizzare l'immagine della donna in ambito professionale, elevando contemporaneamente il livello di consapevolezza relativo all'universo femminile. L'azione del comitato è rivolta anche all'esterno dell'associazione e si concretizza nell'organizzazione di incontri interdisciplinari che hanno come tema di fondo la parità di genere. Un costante monitoraggio delle condizioni di lavoro completa l'attività del comitato, che per il ruolo svolto ha ottenuto più di un riconoscimento ufficiale.

### Diffusione nazionale
L'American Library Association è affiliata con sezioni locali all'interno di tutto il territorio nazionale. Organizza congressi, partecipa allo sviluppo dei parametri delle biblioteche, pubblica libri e riviste. Fra queste ultime Booklist fornisce recensioni critiche di volumi e materiali audiovisi, mentre American Libraries è considerata la maggiore pubblicazione ufficiale e viene distribuita a tutti i membri dell'associazione. Nata nel 1970 come continuazione dell'ALA Bulletin, dal 2006 è corredato dalla newsletter elettronica settimanale American Libraries Direct. I temi trattati riguardano notizie dell'associazione, biblioteconomia, scienze dell'informazione, professione bibliotecaria, informazioni sulle iniziative, libertà intellettuale, privacy e problematiche connesse al mondo delle biblioteche.
Insieme ad altre organizzazioni, l'American Library Association sponsorizza ogni anno a fine settembre la Banned Books Week, la settimana di celebrazione della libertà di lettura attraverso la presentazione dei libri messi al bando o contestati.
Lo Spectrum Scholarship program è invece un'iniziativa rivolta agli studenti di varie etnie, mentre altre iniziative destinate ai più giovani sono presentate dalla «Young Adult Library Services Association».

### Premi
L'American Library Association premia annualmente le pubblicazioni meritevoli, cartacee e multimediali, insieme ai loro autori, illustratori ed editori. Inoltre conferisce borse di studio per finanziare la ricerca su biblioteconomia e scienze dell'informazione e per contribuire al finanziamento di attività presenti o future: progetti, tesi di laurea, pubblicazioni, partecipazione ai congressi. Alcune borse di studio sono destinate agli studenti di biblioteconomia e scienze dell'informazione, altre premiano le iniziative dei più giovani.
Dal 2006 ALA ha selezionato una classe di leader emergenti, scelti fra bibliotecari e studenti, cui spetta il compito di sviluppare soluzioni a determinati problemi all'interno dell'associazione. I progetti vengono illustrati nel corso dei congressi annuali dell'American Library Association.
Per i più giovani sono stati istituiti premi letterari da due commissioni dell'American Library Association: l'«Association for Library Service to Children (ALSC)» conferisce la Medaglia Caldecott e la Medaglia Newbery, la «Young Adult Library Services Association (YALSA)» il Premio Alex, il Premio Michael L. Printz e il Mildred L. Batchelder Award.

### Congressi
Le attività dell'American Library Association vengono illustrate nel corso di una serie di congressi, dei quali i maggiori sono i due incontri annuali che si svolgono rispettivamente nei mesi di gennaio ("midwinter meeting") e di giugno. Quest'ultimo è considerato uno dei maggiori in assoluto a livello professionale, con una media di oltre 25.000 partecipanti.

## Linea politica
L'American Library Association prende posizione nei confronti delle questioni politiche degli Stati Uniti se collegate a biblioteche e biblioteconomia, presentando conclusioni in qualità di amicus curiae ed offrendo spontaneamente informazioni nei processi legali relativi ad esse. Possiede inoltre un ufficio a Washington che esercita influenza sul Congresso per problematiche relative a biblioteche, informazione e comunicazione, e che fornisce linee guida alle biblioteche sul comportamento da adottare in presenza di questioni legali.

### Libertà intellettuale
I documenti fondamentali sui principi dell'American Library Association in relazione alla libertà intellettuale sono il Freedom to Read Statement ed il Library Bill of Rights. Su quest'ultimo si legge che è dovere delle biblioteche sfidare la censura per garantire la libera circolazione delle informazioni. Anche il codice etico di ALA esorta i bibliotecari a difendere i principi della libertà intellettuale contro ogni tipo di censura sulle risorse documentali.
L'American Library Association ha istituito l'«Intellectual Freedom Committee», in seguito denominato «Office for Intellectual Freedom (OIF)», cui spetta il compito di perfezionare le linee d'indirizzo per sostenere la libertà intellettuale, ossia la libertà di pensiero e di espressione, sancita dall'articolo 19 della Dichiarazione universale dei diritti umani, che ALA definisce "il diritto che ciascuno ha di cercare e di ricevere informazioni da ogni punto di vista senza restrizioni". I bibliotecari e gli utenti devono essere consapevoli della natura e dell'importanza della libertà intellettuale nelle biblioteche; uno dei mezzi per ottenere tale consapevolezza è la circolazione degli elenchi stilati dall'«Office for Intellectual Freedom» con i libri segnalati dalla censura.
A partire dal 1950, in più di una occasione l'American Library Association è intervenuta in difesa della libertà intellettuale, sia attraverso il ricorso ad interventi legali, sia osteggiando pareri contrari dei media. In particolare, nel 2002 ALA intentò un'azione legale insieme agli utenti contro il Children's Internet Protection Act, il provvedimento che richiedeva alle biblioteche agevolate da sconti federali per l'accesso ad Internet di installare misure tecnologiche protettive per evitare che i bambini incappassero nelle insidie della libera navigazione in rete. Dopo un primo processo che l'aveva giudicato anticostituzionale, il provvedimento fu dichiarato costituzionale in appello nel 2003 dalla Corte Suprema degli Stati Uniti d'America, in quanto clausola imposta alle istituzioni in cambio di finanziamenti statali. La Corte Suprema specificò che il provvedimento sarebbe stato costituzionale solo a condizione che un bibliotecario potesse togliere la protezione senza difficoltà, qualora ciò venisse richiesto da utenti adulti.

### Privacy
Nel 2003 l'American Library Association approvò una risoluzione in opposizione all'USA PATRIOT Act, di cui giudicava alcuni paragrafi "un pericolo per i diritti costituzionali e per il diritto alla riservatezza degli utenti delle biblioteche". Da quel momento in poi ALA tentò di modificare la legge lavorando insieme ai membri del Congresso ed indicando anche alla stampa la potenzialità insita nella legge stessa di violare il diritto alla riservatezza degli utenti delle biblioteche. L'American Library Association partecipò inoltre, in qualità di amicus curiae, alle azioni legali intentate contro la costituzionalità dell'USA PATRIOT Act da singoli individui, come accadde quando quattro bibliotecari del Connecticut contestarono una lettera della Sicurezza Nazionale che richiedeva informazioni sull'utenza. La controversia durò diversi mesi, finché la lettera non venne ritirata, e conseguentemente anche l'azione legale, per decisione dell'FBI. Nel 2007 i quattro bibliotecari vennero insigniti da ALA per la loro azione con il premio Paul Howard for Courage.
Nel 2006 l'American Library Association vendette buffi distintivi per "bibliotecari militanti radicali" da indossare a favore della presa di posizione dell'associazione su libertà intellettuale, diritto alla riservatezza e libertà civili. L'ispirazione per il motivo sui distintivi venne tratta da documenti ottenuti tramite l'FBI dall'Electronic Privacy Information Center (EPIC) attraverso una richiesta del Freedom of Information Act (FOIA). Tale richiesta rivelò una serie di messaggi di posta elettronica nei quali gli agenti dell'FBI si lamentavano del fatto che i "bibliotecari militanti radicali" criticassero la riluttanza dei dirigenti FBI verso l'applicazione delle ordinanze segrete autorizzate nel paragrafo 215 dell'USA PATRIOT Act.

### Copyright
L'American Library Association sostiene l'impegno per emendare il Digital Millennium Copyright Act (DMCA) ed esorta i tribunali a riportare l'equilibrio nella legge statunitense sul diritto d'autore, garantire il fair use e proteggere ed estendere il pubblico dominio. L'associazione sostiene inoltre i cambiamenti nella legge sul copyright volti ad eliminare i danni dovuti all'utilizzo non autorizzato delle opere orfane.
A causa della diffidenza nei confronti dei digital rights management (DRM), ALA citò in giudizio la Federal Communications Commission per evitare regolamenti che ne rafforzassero l'utilizzazione all'interno dei televisori digitali di nuova generazione.
L'American Library Association promuove il libero accesso alla ricerca e fa parte della Library Copyright Alliance insieme alle associazioni delle biblioteche per la ricerca, che soltanto negli Stati Uniti costituiscono un fronte compatto di oltre trecentomila professionisti dell'informazione.